# Municipio de Missouri (Dakota del Norte)
El municipio de Missouri (en inglés: Missouri Township) es un municipio ubicado en el condado de Burleigh en el estado estadounidense de Dakota del Norte. En el año 2010 tenía una población de 168 habitantes y una densidad poblacional de 2,21 personas por km².

## Geografía
El municipio de Missouri se encuentra ubicado en las coordenadas 46°41′16″N 100°38′23″O / 46.68778, -100.63972. Según la Oficina del Censo de los Estados Unidos, el municipio tiene una superficie total de 76.04 km², de la cual 61,21 km² corresponden a tierra firme y (19,5 %) 14,83 km² es agua.

## Demografía
Según el censo de 2010, había 168 personas residiendo en el municipio de Missouri. La densidad de población era de 2,21 hab./km². De los 168 habitantes, el municipio de Missouri estaba compuesto por el 98,21 % blancos, el 1,19 % eran amerindios y el 0,6 % eran de una mezcla de razas. Del total de la población el 1,19 % eran hispanos o latinos de cualquier raza.